# ラジャ・ビル
ラージャ・ビル（英: Raja Biru、泰: ราฌา บีรู, ? - 1624年）は、パタニ王国の女王（在位：1616年 - 1624年）。

## 略歴
姉のラジャ・ヒジャウの後を継いで即位したラジャ・ビル（青の女王）の事績としては、2門の巨大な真鍮製の大砲を作らせたことが知られている。一時衰微していたタイのアユタヤ王朝はエーカートッサロット王（在位1605年－1610年）の代に貿易港として発展し、1608年にはオランダ、1612年にはイギリスの商館が設置されている。パタニとアユタヤは貿易港としてライバル関係になったため、アユタヤ軍パタニ来襲の噂が絶えなかった。さらに、名目上はパタニがアユタヤの朝貢国であったことがパタニのさらに立場を弱くしていた。そこで女王はパタニの防衛を強化するため、巨大砲の製造を命じた。
この大砲の製造を請け負ったのは、トク・カヤンという華人イスラム教徒だった。パタニには中国商船の来航が多かったので、パタニに住み着き、イスラムに改宗する華人も多かったが、トク・カヤンは華語名を林道乾といったと伝えられる。おそらく福建省か広東省の出身だろう。トク・カヤンの数ヶ月の努力によって2門の真鍮製巨大砲と1門の小型砲が完成する。女王は巨大砲をスリ・ネガラとスリ・パタニと命名し、小型砲はマハレラと名付けられた。女王の治世にはアユタヤ軍の来襲はなかったが、後にこれらの大砲は大活躍することになる。このうちスリ・パタニは後にタイ領に編入された後にパッターニー県の県章となった（右の画像）。（スリはサンスクリットの借用語で吉祥の意）
ところでオランダ東インド会社とイギリス東インド会社は東南アジアの香料貿易をめぐって次第に対立を深めていた。1619年パタニに入港したイギリス船2隻が突如オランダ船の攻撃を受け降伏するという事件が起こる。英国人乗員はオランダの捕虜となり、積荷は没収、船は焼き捨てられた。女王はオランダ人の戦争行為をきびしく禁止し、港の安全を確保しようとしたが、オランダ人はその後も来港するイギリス人を剣などで脅かし、1623年にはイギリス人はパタニから撤収してしまう。こうしてパタニはしばらくオランダ人の天下となった。
17世紀初め東南アジアに進出したオランダ人は香辛料貿易の拠点としてジャワ島西部のバンテンを拠点にしたが、その次に重視していたのが、中国船との出会い貿易の場となるパタニであった。というのも、ポルトガルのマカオのように中国沿岸に拠点をもたないオランダはパタニに来航する中国船から絹などの中国商品を買い付けていたからである。ラジャ・ビルの治世はまだまだパタニの繁栄期だったといえる。
ラジャ・ビルは後継ぎがいないため、パハン国王と結婚していた妹のラジャ・ウングが未亡人になったので帰国させた。1624年ラジャ・ビルが崩御すると、このラジャ・ウングが即位することになる。